# Uhr am Alten Rathaus zu Esslingen

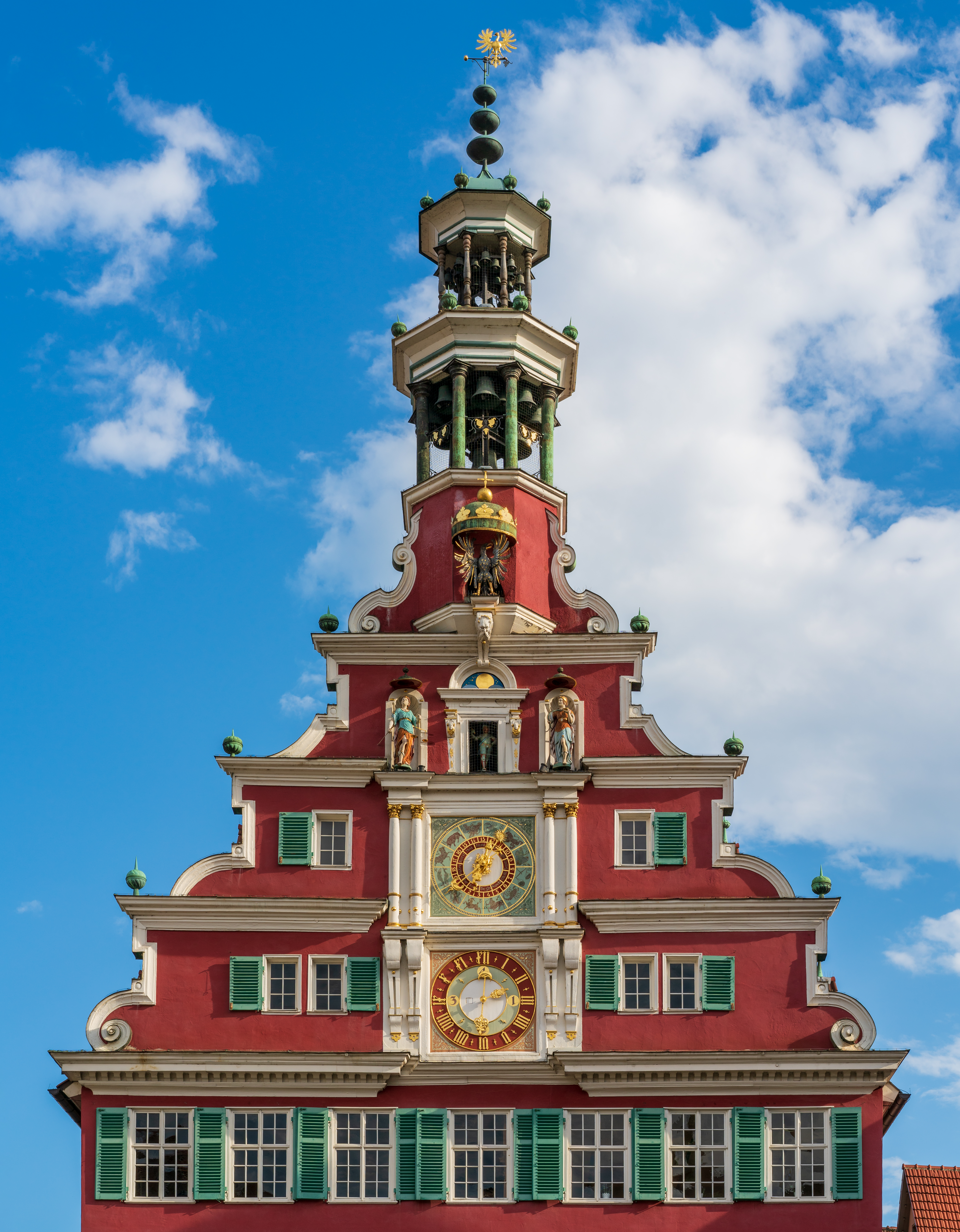
Rathaus (Vorderseite)

Die Uhr am Alten Rathaus zu Esslingen ist eine astronomische Uhr und die älteste funktionierende schmiedeeiserne Turmuhr Deutschlands.

## Geschichte der Uhr
Im Jahr 1581 bekam der Esslinger Uhrmacher Marx Schwarz den Auftrag zum Bau der Uhr. Nach dem Tod von Schwarz wurde die Vollendung im Jahr 1586 an Jakob Diem aus Tübingen übertragen. Dieser erweiterte die Uhr um ein astronomisches Räderwerk und eine Mechanik für Automatenfiguren.
Im Jahr 1589 vollendete Heinrich Schickardt die Uhr im neugestalteten Giebel. Im Jahr 1753 führte der Esslinger Uhrmacher Jakob Schulz Reparaturarbeiten durch.
Im Jahr 1841 wurde die Uhr ins Neue Rathaus gegenüber versetzt und 1889 im Alten Rathaus wiederaufgestellt und mit einem Sekundenpendel ausgestattet.
Im Jahr 1926 führte Professor Rudolf Lempp umfassende Restaurierung des Gebäudes durch. Im gleichen Jahr wurde die Uhr stillgelegt und eine neue Hörz-Uhr aus Ulm gekauft. Das alte Uhrwerk samt astronomischen Getriebe werden im damaligen Stadtmuseum im Alten Rathaus vom Geschichts- und Altertumsverein aufbewahrt.
Im Jahr 1989 wurde die Uhr im Erdgeschoss des Alten Rathauses aufgestellt und etliche Umbauten durchgeführt. Neun Jahre später, 1998, fand eine Generalsanierung und -restaurierung des Alten Rathauses statt, wobei das Uhrwerk verschwand. Es wurde im Jahr 2003 in einem Keller des Neuen Rathauses wiederaufgefunden und 2006 durch die Firma Klaus Ferner aus Meißen restauriert.
Im Jahr 2007 wurde das Uhrwerk in der ursprünglichen Uhrenstube des Alten Rathauses mit allen ursprünglichen Funktionen und Anzeigen installiert. Am 2. März 2007 erfolgte die Wiederinbetriebnahme der historischen Uhr am Alten Rathaus in Esslingen und Übergabe an die Stadt. Zu diesem Anlass wurde sie von der Denkmalstiftung Baden-Württemberg zum „Denkmal des Monats März 2007“ ernannt.

## Überblick über wichtige astronomische Uhren in Deutschland
Mit der Wiederinstallation des historischen Uhrwerks von 1589 hat die Stadt Esslingen in Deutschland die einzige und älteste schmiedeeiserne Turmuhr mit astronomischem Getriebe, die wieder wie im Mittelalter mit Hilfe von Sandsteingewichten und Pendel funktioniert.
Vergleichbar in Deutschland, als astronomische Uhr aus dieser Zeit, ist die im Innern der Kirche befindliche Uhr zu St. Marien in Rostock. Sie hat zum überwiegenden Teil ihr noch funktionierendes mittelalterliches Uhrwerk.
In den Kreis der Kirchenuhren gehört die astronomische Uhr im Straßburger Münster. Etliche Um- und Neubauten des Uhrwerks waren über die Jahrhunderte notwendig. Das heutige 3. Uhrwerk zum Antrieb stammt von 1843. Die Straßburger Uhr gilt als Königin der Monumentaluhren.
Auch im Dom zu Münster in Westfalen steht eine große astronomische Uhr. Nach vielen Umbauten treibt heute ein Uhrwerk aus dem Jahre 1930 die verschiedenen Zeiger an.
Das Ulmer Rathaus ziert eine weitere vergleichbare astronomische Uhr. Das Uhrwerk, das sie heute antreibt, ist aus dem Jahre 1952.
In Heilbronn am Rathaus wurde eine ähnliche Uhr im Kriege teilweise zerstört. Rekonstruktion des Uhrwerks und Restaurierung der erhalten gebliebenen Schaufassade der Kunstuhr erfolgte bis 1953, betrieben wird sie elektrisch.
Das Tübinger Rathaus besitzt ebenfalls eine astronomische Uhr. Der Antrieb erfolgt heute quarzgesteuert, nur das astronomische Zeigerwerk stammt noch von 1511.
Solothurn in der Schweiz hat eine um vierzig Jahre ältere Uhr mit astronomischen Zifferblatt und Figurenspiel. Berühmt und ebenfalls vergleichbar ist die Uhr im „Zytglogga-Turm“ in Bern.
In diese Reihe ist auch die Prager Rathausuhr „Orloj“ zu stellen.

## Die Esslinger Uhr heute

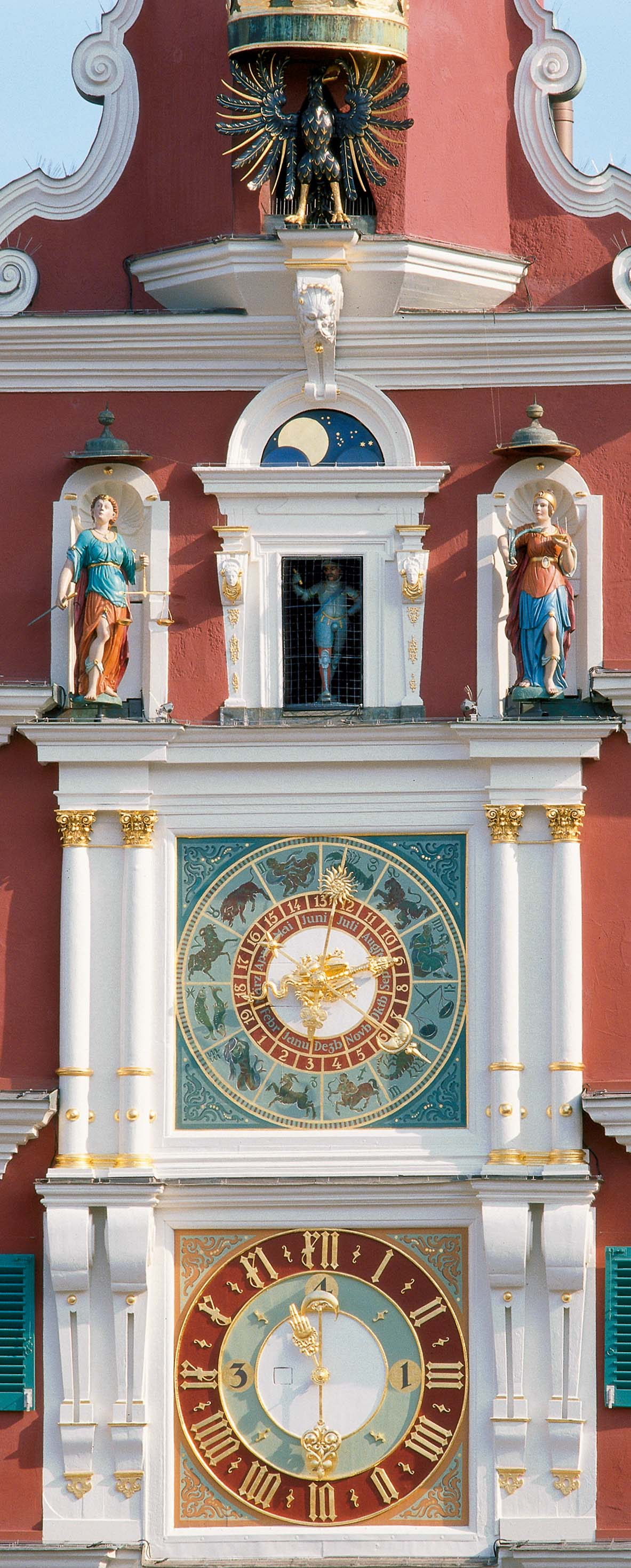
Esslinger Rathausuhr

Zum allergrößten Teil besteht die Uhr aus den Originalteilen von 1595. Der schmiedeeiserne Rahmen wurde so belassen wie er gefunden wurde. An einigen Stellen schimmert der rote Mennige-Schutzanstrich durch.
Der Antrieb erfolgt durch drei schwere Sandsteingewichte. Das Hochheben der Gewichte geschieht elektrisch – sonst müsste die Uhr täglich von Hand aufgezogen werden, wie die in Solothurn.
Die Ganggenauigkeit steuert eine Hörz-Hemmung aus dem Jahre 1889. Was davor war, kann man nicht sagen, es gibt keinerlei Unterlagen.
In Esslingen beginnt jeden Tag Punkt 12 Uhr das Glockenspiel: Die Ganggenauigkeit des Uhrwerkes muss heutigen Ansprüchen genügen. Es wurde daher eine „Gehhilfe“ eingebaut, die beim Abtrieb, d. h. hinter der Mittelalter-Uhr, wenn notwendig, eine Korrektur vornimmt. Die so erreichbare Genauigkeit liegt bei ca. ±20 Sekunden.
Angetrieben vom Uhrwerk werden die Zeitzeiger direkt über eine sogenannte Zeigerleitung (12 mm Draht) die unter der Uhr im nächsten Stockwerk – rein mechanisch – die Zeit anzeigt. Die Zeiger des astronomischen Zifferblatts werden über das astronomische Getriebe von 1589 angetrieben. Durch ein zusätzlich eingebautes Korrekturgetriebe ist ein Nachstellen der astronomischen Anzeigen in den nächsten 500 Jahren nicht erforderlich. 

### Astronomische Uhr

#### Zeitanzeige
Auf dem unteren Zifferblatt wird die Zeit angezeigt, wobei allerdings, wie im 16. Jh. noch gebräuchlich, der große Zeiger die Stunde und der kleine Zeiger mit der symbolischen Hand die Minute anzeigt.

#### Astronomische Anzeige
Über der Zeitanzeige befindet sich die Astronomische Anzeige. Der Sonnenzeiger macht in 365,25 Tagen eine Umdrehung im Uhrzeigersinn und markiert den Durchgang der Sonne durch die Tierkreiszeichen. Der Mondzeiger braucht in gleicher Drehrichtung für einen Umlauf 27,32 Tage und gibt die Mondphasen an. Der Drachenzeiger macht im Gegenuhrzeigersinn in 18,61 Jahren einen Umlauf. Mit diesen Bewegungen lassen sich Voll- und Neumond, Sonnen- und Mondfinsternisse ablesen. Befinden sich der Sonnenzeiger, der Mondzeiger und der Drachenzeiger auf einer Linie, bedeutet dies, dass Erde, Sonne und Mond sich auf einer Ebene liegen und es wird eine Sonnen- oder eine Mondfinsternis angezeigt.

#### Auf dem Gesims über der Astronomischen Anzeige
Hier sieht man die Figuren von Justitia (der Göttin der Gerechtigkeit) und Temperantia (Göttin der Mäßigung). Sie bewegen sich bei jedem Viertelstundenschlag, darüber flattert zu jedem vollen Stundenschlag der Reichsadler mit den Flügeln. Dabei werden die Flügel des Reichsadlers rein mechanisch bewegt. In der Mitte die Nische für die Planetengötter. Jeder der sieben Planeten (Jupiter, Prudentia, Mars, Merkur, Neptun, Venus, Saturn) steht für einen Wochentag. Ebenfalls zuständig ist das alte Uhrwerk für die Mondphasenanzeige zwischen den Planetengöttern.

#### Giebeltürmchen
Das Glockenspiel im Giebeltürmchen  besteht aus 29 Glocken, die sowohl über Walzen als auch über eine Tastatur bespielt werden können. Monatlich wechselnd erklingen täglich Melodien um 8, 12, 15, 18 und 19.30 Uhr.

## Verein zur Erhaltung der historischen Uhr am Alten Rathaus e.V.
Nachdem die Uhrenteile im Juli 2003 im Keller des Liegenschaftsamtes gefunden wurden, kam es im Januar 2004 zur Gründung des Vereins mit sieben Mitgliedern. Ziel war es, das Uhrwerk zu konservieren, zu restaurieren und am alten Platz mit allen ursprünglichen Funktionen zu installieren. Die Stadt willigte in diese Vorhaben ein, wobei sämtliche Kosten vom Verein zu tragen waren.
Den Vorsitz übernahm Peter Köhle, der für das Management, die Organisation und Spendensammlung (€ 110.000) zuständig war. Sein Stellvertreter Hans Scheurenbrand betreute die Technik und Berechnung des gesamten Uhrwerks. Er brachte Erfahrungen mit von der Uhr in der Wallfahrtskirche Birnau am Bodensee und der Rathausuhr in Neidlingen.
Im Januar 2006 konnte an die Firma Klaus Ferner in Niederau bei Meissen der Auftrag zur Restaurierung vergeben werden. Im Oktober 2007 wurde mit dem Einbau im Alten Rathaus begonnen und gleichzeitig ein weiterer Auftrag für die peripheren Anschlüsse (Adler, Tagesregenten, Justitia – Temperantia, Mondscheibe) erteilt.
Im Januar 2007 hatte der Verein sein Ziel erreicht: die Uhr läuft wieder am alten Platz mit allen Funktionen. Für weitere zehn Jahre hatte sich der Verein verpflichtet, auf seine Kosten für den richtigen Gang der Uhr zu sorgen.
Die Denkmalstiftung Baden-Württemberg ernannte die Uhr im März 2007 zum Denkmal des Monats.